# Celebridade
Celebridade est une telenovela brésilienne diffusée en 2003-2004 par Rede Globo.